# Palmyra (Utah)
Palmyra is een plaats (census-designated place) in de Amerikaanse staat Utah, en valt bestuurlijk gezien onder Utah County.

## Demografie
Bij de volkstelling in 2000 werd het aantal inwoners vastgesteld op 485.

## Geografie
Volgens het United States Census Bureau beslaat de plaats een oppervlakte van
30,4 km², waarvan 29,8 km² land en 0,6 km² water.

## Plaatsen in de nabije omgeving
De onderstaande figuur toont nabijgelegen plaatsen in een straal van 12 km rond Palmyra.